# ماريك كوستو
ماريك أندري كوستو (بالبولندية: Marek Andrzej Kusto)‏ (مواليد 29 أبريل 1954) هو لاعب كرة قدم. يلعب مع منتخب بولندا لكرة القدم. سبق له أن لعب في كأس العالم لكرة القدم مع منتخب بلاده.

## روابط خارجية
- ماريك كوستو على موقع الاتحاد الدولي (مؤرشف)  (الإنجليزية)
- ماريك كوستو على موقع الاتحاد الأوربي (الإنجليزية)
- ماريك كوستو على موقع قاعدة بيانات كرة القدم.إي يو (الإنجليزية)
- ماريك كوستو على موقع ناشيونال فوتبول تيمز (الإنجليزية)
- ماريك كوستو على موقع Soccerway.com (الإنجليزية)
- ماريك كوستو على موقع عالم كرة القدم.نت (الإنجليزية)